# Šimonoseki
Šimonoseki (japonsky: 下関市, Šimonoseki) je japonské město nacházející se v prefektuře Jamaguči na ostrově Honšú v Japonsku. Město má dle údajů z října 2016 okolo 265 tisíc obyvatel. Ve městě se koná především na jaře řada festivalů a městských slavností. Část zlodějské společnosti Jakuza zde měla ve městě své sídlo.

## Partnerská města
- Čching-tao, Čína (1979)
- Džidda, Saúdská Arábie (1995)
- Istanbul, Turecko (1972)
- Pittsburg, Kalifornie, Spojené státy americké (1998)
- Pusan, Jižní Korea (1976)
- Santos, Brazílie (1971)